# Philip J. Currie
Philip John Currie (Brampton, 13 marzo 1949) è un paleontologo canadese, specializzato nello studio della morfologia, del comportamento dei dinosauri e dell'origine degli uccelli.

## Biografia
Ha conseguito il Bachelors of Science all'University of Toronto nel 1972, il Masters of Science alla McGill University nel 1975 e il Ph.D. in biologia nel 1981.
Nel 1986 è stato nominato codirettore del progetto di cooperazione tra Cina e Canada per la scoperta e lo studio dei fossili di dinosauro.
Ha condotto spedizioni di ricerca in Alberta, Columbia Britannica, Antartide, Argentina, Mongolia, Cina e Australia.
Currie è da sempre molto attivo nella diffusione dell'interesse per la paleontologia al di fuori degli ambienti accademici: è stato ospite di numerosi programmi televisivi e radiofonici, ha scritto articoli di divulgazione scientifica per il grande pubblico ed ha collaborato con le riviste Time Magazine e National Geographic Magazine, è stato inoltre consulente della IMAX per la realizzazione di film e di programmi per l'emittente Discovery Channel.
Durante la sua carriera ha pubblicato più di 100 articoli scientifici, oltre a 90 pubblicazioni e 14 libri di carattere divulgativo. È tra i principali curatori della Encyclopedia of Dinosaurs.
Currie è professore alla University of Alberta ed è stato uno dei curatori del Royal Tyrrell Museum of Palaeontology. Tra i vari riconoscimenti ricevuti durante la sua carriera è possibile menzionare: la medaglia dell'Explorers Club, la medaglia d'oro della Royal Canadian Geographic Society e la nomina a membro dell'Ordine di Eccellenza dell'Alberta. A suo nome è stato intitolato un museo a Grande Prairie nell'Alberta.

## Studi e ricerche
Si è occupato dello studio dei fossili di Troödon contribuendo a chiarire che le ossa di questo dinosauro e quelle precedentemente attribuite allo Stenonychosaurus erano in realtà di un'unica specie.
Currie è uno dei sostenitori della tesi secondo la quale gli uccelli discendono dai dinosauri. Durante le sue spedizioni in Cina ha scoperto nella provincia di Liaoning alcuni resti fossili di Protarchaeopteryx e Caudipteryx che mostrano chiaramente la presenza di piume.
Nel 1999 collabora in qualità di esperto allo studio del fossile di Archaeoraptor, presunto anello mancante tra dinosauri e uccelli, poi rivelatosi un falso.
È altresì attivo nello studio dei comportamenti dei carnivori, in particolare è sostenitore della tesi (minoritaria) che i grossi teropodi non vivessero in solitario ma anche in branchi, ipotesi avvalorata dalla sua scoperta di un sito presso il fiume Red Deer, precedentemente descritto da Barnum Brown all'inizio del 900, che raccoglieva i resti di numerosi esemplari di Albertosaurus.